# Ангерн, Иоганн
Иоганн (Ганс) Ангерн (нем. Johannes (Hans) Angern; 1861 - 1938) — прусский генерал-майор.

## Биография
Иоганн Ангерн родился 13 июня 1861 года
На 10 Сентября 1898 года Ангерн, в звании капитана, был назначен земестителем директора завода по производству артиллерийских орудий в городе Гданьске, а 22 марта 1907 года уже сам занял пост исполнительного директора этого предприятия в звании майора.
В 1916 году, после получения погонов полковника прусской армии, Ангерна назначили на должность директора нового военного завода в области Forstfeld. Это был один из крупнейших заводов Пруссии, где одновременно работали до пятнадцати тысяч мужчин и женщин. За усердие в работе был позднее повышен в звании.
Ангерн также был членом технического комитета (отвечающего за добычу и обработку металла) в Обществе Кайзера Вильгельма.
С 1890 по 1892 год Ангерн был женат на Кларе Мехлс (Clara Mehls).
Иоганн Ангерн скончался 10 сентября 1938 года в городе Берлине, где и был похоронен.